# Schoeman Park Golf Club
De Schoeman Park Golf Club is een golfclub in Bloemfontein, Zuid-Afrika. De club is opgericht in 1904 en heeft een 18-holes golfbaan met een par van 72. Voor het kampioenschap is de lengte van de baan bij de heren 6436 m.

## Golftoernooien
- Bloemfontein Classic: 1998-1990
- Vodacom Series: 1997-1999
- Vodacom Origins of Golf Tour: 2004